# Alain Lompech
Alain Lompech, né à Paris le 29 août 1954, est un journaliste, critique musical, écrivain et homme de radio français.

## Biographie

### Formation et débuts
Après des études musicales (solfège, piano, harmonie, analyse), Alain Lompech est critique musical au mensuel Diapason et chef de la rubrique critiques de disques (1977-1981).

### Carrière
Après quoi il rejoint la revue Le Monde de la musique où il est successivement chef de service et rédacteur en chef adjoint (1981-1988). En 1988, il passe au quotidien Le Monde en qualité de critique musical et journaliste, puis devient premier critique après avoir fait partie de l'équipe fondatrice du supplément Arts et spectacles avec Anne Rey et Olivier Schmitt.
En novembre 1994, il est nommé chef de la section Arts et spectacles ainsi que chef de la rubrique Musiques au sein de la séquence Culture dirigée par Josyane Savigneau. En 2002, Jean-Marie Colombani, directeur du Monde, lui demande de s'occuper des relations tendues entre les rédactions du quotidien et celle du site lemonde.fr. Un an plus tard, il rejoint la rédaction en chef centrale du quotidien où il est chef adjoint du quotidien et de ses diverses pufblications.
Au Monde, il publie de nombreuses critiques de concerts, récitals et opéras, ainsi que nombre d'enquêtes sur la vie musicale française et internationale jusqu'en 2011. Il fait paraître une collection de disques consacrés aux grands pianistes du XXe siècle. Il tient également la chronique Radio-télévision et le billet de dernière page du quotidien, ainsi que, pendant plus de vingt ans, la chronique Jardinage. Mensuelle, elle devient rapidement hebdomadaire et ne prend fin que lorsqu'il quitte Le Monde, en juillet 2011.
À cette date, il rejoint France Musique en qualité de conseiller aux programmes. Sur la radio, il anime une émission, Le Gai laboureur, qui fait entendre des œuvres musicales ayant un lien avec la nature ainsi que, pendant quatre ans, À côté du piano qui, durant une heure et demie, brosse le portrait de pianistes d'hier et d'aujourd'hui, connus ou moins connus. Il quitte  France Musique en décembre 2014.
En 2012, il publie un recueil de quarante-quatre portraits consacrés à quelques grands pianistes du XXe siècle, dont douze femmes. 
Il signe dorénavant des articles de critiques de disques, des articles de fond, des entretiens dans les magazines mensuels Classica et Pianiste, ainsi que des critiques de concert sur le site Bachtrack. 
Alain Lompech a toujours, dans ses critiques musicales comme dans ses émissions, la volonté de combattre les idées reçues.[réf. nécessaire]
Il a été membre du jury d'entrée et de sortie de divers conservatoires et écoles de musique et de plusieurs concours internationaux de piano (Naples, Monte-Carlo, Rio de Janeiro, Sao Paulo).

### Décoration
- Chevalier des Arts et des Lettres[réf. nécessaire]

## Publications
- Le Monde du piano : la collection, textes d'Alain Lompech et Stéphane Friederich, Paris, supplément de Le Monde magazine, 2010  (ISSN 2105-1275)
- Les Grands Pianistes du XXe siècle, Paris, Buchet/Chastel, 2012, 300 p. (ISBN 978-2-2830-2524-6)